# 以便以謝 (喬治亞州)
以便以謝（英語：Ebenezer）是位於美國喬治亞州埃芬漢縣的一個鬼鎮。由於此地已於1855年被荒廢，本地已無人居住。

## 地理
以便以謝的座標為32°20′57″N 81°15′29″W / 32.34917°N 81.25806°W，而該地的平均海拔高度為5米（即16英尺）。